# Bodiam
Bodiam è un piccolo villaggio e parrocchia civile nell'East Sussex, Inghilterra, nella valle del fiume Rother vicino ai villaggi di Sandhurst e Ewhurst Green. Nella zona si trovano il castello di Bodiam, un piccolo gruppo di case, un pub e un ristorante. Vi sono due scuole: la Bodiam Primary School, una scuola statale, e la Bodiam Manor School, una scuola preparatoria indipendente. Inoltre è presente una chiesa del XII secolo, che contiene lo stemma in ottone di un cavaliere della famiglia dei de Bodeham, tra i primi signori del feudo.
Originariamente era un porto ed un incrocio, sulla via da Battle verso il North Kent. Durante il periodo medievale fu costruito un grande castello con fossato, divenuto in epoca moderna una popolare attrazione turistica. Sebbene sia famosa perlopiù per il suo castello, Bodiam fu anche una zona di significativa coltivazione del luppolo nel XX secolo ed in particolare fu famosa per la coltivazione del luppolo per la Guinness.